# ورث هاميلتون ويلر
ورث هاميلتون ويلر (بالإنجليزية: Worth Hamilton Weller)‏ هو عالم زواحف أمريكي، ولد في 28 مايو 1913، وتوفي في 22 يونيو 1931.